# Радзынь-Подляски (гмина)
Радзынь-Подляски (пол. Radzyń Podlaski) — сельская гмина (волость) в Польше, входит как административная единица в Радзыньский повет, Люблинское воеводство. Население — 8031 человек (на 2008 год).

## Сельские округа
1. Бедльно
2. Бедльно-Радзыньске
3. Бжостувец
4. Браница-Радзыньска
5. Браница-Радзыньска-Колёня
6. Бяла
7. Бялка
8. Глувне
9. Жабикув
10. Забеле
11. Збулитув-Дужы
12. Марынин
13. Пашки-Дуже
14. Пашки-Мале
15. Плуды
16. Радовец
17. Седлянув
18. Стасинув
19. Устшеш
20. Яски

## Соседние гмины
1. Гмина Борки
2. Гмина Вохынь
3. Гмина Дрелюв
4. Гмина Конколевница-Всходня
5. Гмина Улян-Маёрат
6. Гмина Чемерники
7. Радзынь-Подляский